# اوندوزرو
اوندوزرو (به لاتین: Undozero) یک منطقهٔ مسکونی در روسیه است که در استان آرخانگلسک واقع شده‌است.